# Professor visitante
Acadêmico visitante, pesquisador visitante, bolsista visitante, conferencista visitante ou professor visitante é um acadêmico de uma instituição que visita uma universidade anfitriã na condição de ensinar, dar palestras ou realizar pesquisas sobre um tópico pelo qual o visitante é valorizado.
Em muitos casos, o cargo não é remunerado porque o bolsista normalmente é gratificado por sua instituição de origem (ou parcialmente remunerado, como em alguns casos de licença sabática de universidades estadunidenses), enquanto alguns cargos visitantes são remunerados.
De modo geral, o cargo de professor visitante dura alguns meses ou até um ano, embora possa ser estendido. Não é incomum que as instituições anfitriãs forneçam acomodação para o acadêmico visitante. 
Habitualmente, um acadêmico visitante é convidado pela instituição anfitriã. Ser convidado como visitante costuma ser considerado um elogio significativo e reconhecimento da proeminência do acadêmico nesse campo. A atração de acadêmicos visitantes de destaque geralmente permite que o corpo docente permanente e os alunos de pós-graduação cooperem com acadêmicos proeminentes de outras instituições, especialmente as estrangeiras.

## Visão geral
O objetivo dos programas de bolsistas visitantes é geralmente trazer para a universidade ou instituição educacional em questão um acadêmico sênior excepcional que possa contribuir e enriquecer os esforços intelectuais e de pesquisa da comunidade e a projeção internacional. Portanto, além de conduzir suas próprias pesquisas, muitas vezes se espera que os visitantes participem ativamente de uma série de atividades institucionais produtivas, tais como:
- Fazer uma palestra formal para a instituição anfitriã
- Envolver-se em discussões formais ou informais com alunos de graduação ou pós-graduação
- Realizar pesquisas colaborativas com professores ou funcionários
- Contribuir com o ensino da universidade apresentando palestras ou seminários para professores
- Apresentar um artigo como parte do programa de seminário da universidade